# Ольговка (Томський район)
О́льговка (рос. Ольговка) — присілок у складі Томського району Томської області, Росія. Входить до складу Малиновського сільського поселення.

## Населення
Населення — 9 осіб (2010; 16 у 2002).
Національний склад (станом на 2002 рік):
- росіяни — 100 %